# Otto Ohlendorf
Otto Ohlendorf (ur. 4 lutego 1907 w Söhlde-Hoheneggelsen k. Hanoweru, zm. 8 czerwca 1951 w Landsbergu) – hitlerowski zbrodniarz wojenny, SS-Gruppenführer i generał-porucznik policji, dowódca Einsatzgruppe D, szef Urzędu III (wywiad wewnętrzny – SD Inland) w ramach RSHA.

## Okres międzywojenny
Był członkiem NSDAP (nr 6631) i SA od 1925, a od 1926 członkiem SS. Do 1931 studiował – ukończył ekonomię i prawo, uzyskując tytuł doktora z obu tych fakultetów. W latach 1933–1935 był asystentem w Instytucie Gospodarki Światowej w Kilonii. Błyskotliwa kariera Ohlendorfa w aparacie terroru III Rzeszy rozpoczęła się w 1936, gdy został on konsultantem SD do spraw ekonomicznych. Szybko awansował i już w 1939 został szefem Urzędu III w RSHA. Stanowisko to piastował do końca II wojny światowej.

## W czasie wojny
W trakcie przygotowań do agresji na Polskę i podczas kampanii wrześniowej zaliczał się do członków tzw. sztabu Heydricha, kierującego działaniami policji bezpieczeństwa i SD.
W czerwcu 1941 Ohlendorf został przez Reinharda Heydricha mianowany dowódcą Einsatzgruppe D. Było to zgodne z wytyczną Heinricha Himmlera, by wszyscy wyżsi oficerowie SD spędzili część swojej służby w warunkach „wojennych” (miało to spowodować uodpornienie na widok dokonywanych przez hitlerowców zbrodni). Einsatzgruppe D działało na obszarach koło Morza Czarnego (w tym na Krymie i północnym Kaukazie). Według zeznań samego Ohlendorfa, Einsatzgruppe D wymordowała ok. 90 tysięcy ludzi do marca 1942, głównie Żydów, ale także obywateli radzieckich innych narodowości. Za swoją gorliwą służbę otrzymał wiele odznaczeń i pochwał (w propagandzie Trzeciej Rzeszy Ohlendorf był przedstawiany jako wzór młodego nazisty). Adiutant zbrodniarza, Willi Seibert, zeznał, że Ohlendorf bardzo dbał o psychikę swoich oddziałów i był zwolennikiem używania specjalnych samochodów-komór gazowych w celu mordowania ofiar, zamiast przeprowadzania masowych rozstrzeliwań.
Od 1943 Ohlendorf był dyrektorem ministerialnym w Ministerstwie Gospodarki Rzeszy i kierownikiem wydziału Ogólna Polityka Ekonomiczna.

## Proces i wyrok

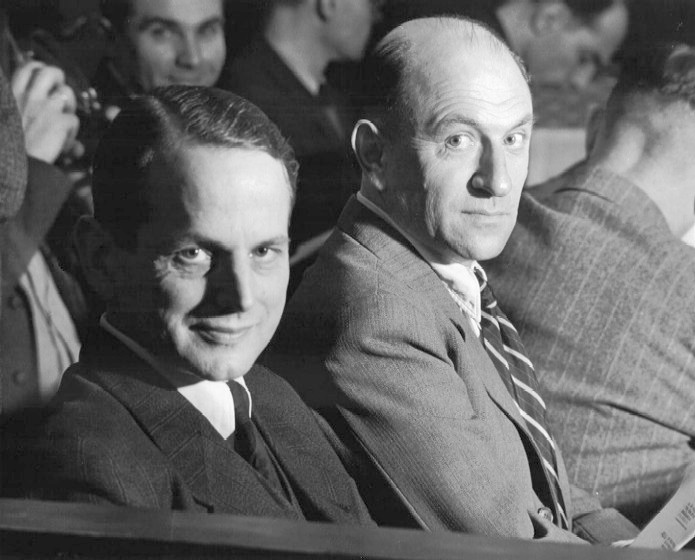
Otto Ohlendorf (z lewej) i Heinz Jost podczas procesu Einsatzgruppen

Po zakończeniu wojny Ohlendorf został schwytany przez aliantów i zeznawał najpierw jako świadek przed Międzynarodowym Trybunałem Wojskowym w Norymberdze, dokładnie opisując działalność Einsatzgruppen. Następnie zasiadł na ławie oskarżonych w procesie Einsatzgruppen przed amerykańskim trybunałem wojskowym (był to jeden z 12 procesów norymberskich). Zapytany w trakcie przewodu sądowego, dlaczego mordowano także dzieci, odpowiedział, że po dorośnięciu dzieci przedstawiałyby nie mniejsze zagrożenie niż „partyzanci”, pragnąc pomścić zabitych rodziców. Stwierdzając „partyzanci”, Ohlendorf miał na myśli bezbronnych i niewinnych zlikwidowanych przez Einsatzgruppen cywili. 10 kwietnia 1948 trybunał skazał oskarżonego na karę śmierci przez powieszenie i Ohlendorf został stracony w 1951. Mimo że w procesie Einsatzgruppen zapadło aż 14 wyroków skazujących na najwyższy wymiar kary, był to tylko jeden z 4 wyroków śmierci, które zostały wykonane.